# Seznam výzbroje švédské armády
Seznam výzbroje švédské armády uvádí přehled vybavení Švédské armády.

## Pěchotní zbraně
| Název                                 | Fotografie | Původ                      | Určení                         | Verze                                                  | Poznámky |
| Pistole                               | Pistole    | Pistole                    | Pistole                        | Pistole                                                | |
| ------------------------------------- | ---------- | -------------------------- | ------------------------------ | ------------------------------------------------------ | --- |
| Glock 19                              |            | Rakousko                   | poloautomatická pistole        | Pist 88 B, 88 D                                        | |
| Glock 17                              |            | Rakousko                   | poloautomatická pistole        | Pist 88, 88 C, 88 C2                                   | |
| Pušky                                 |            |                            |                                |                                                        | |
| Ak 4                                  |            | Švédsko                    | bitevní puška                  | Ak 4 B, Ak 4 C, Ak 4 D                                 | Licenční verze německého typu G3. Standardní zbraň domobrany, z pravidelné armády vyřazovaná, omezené použití jako puška pro přesnou střelbu. |
| Ak 5                                  |            | Švédsko                    | útočná puška                   | Ak 5 C, Ak 5 D, Ak 5 D II                              | Licenční verze belgického typu FN FNC, standardní útočná puška.                                                                               |
| M4                                    |            | USA                        | zkrácená útočná puška/karabina | M4A1                                                   | V roce 2024 zakoupeno 15 000 kusů ze zásob US Army pro překlenutí období před dodáním nové standardní pušky Ak 24.                            |
| HK 417                                |            | Německo                    | puška pro přesnou střelbu      |                                                        | ve výzbroji speciálních sil |
| HK G36                                |            | Německo                    | útočná puška                   | G36C, G36K                                             | ve výzbroji speciálních sil |
| Colt Canada C7                        |            | Kanada                     | útočná puška                   | C8CSFW                                                 | ve výzbroji speciálních sil |
| Samopaly                              |            |                            |                                |                                                        | |
| Heckler & Koch MP5                    |            | Německo                    | samopal                        |                                                        | ve výzbroji speciálních sil |
| Heckler & Koch MP7                    |            | Německo                    | samopal                        |                                                        | |
| Odstřelovací pušky                    |            |                            |                                |                                                        | |
| Accuracy International Arctic Warfare |            | Spojené království         | odstřelovací puška             |                                                        | |
| Sako TRG-42                           |            | Finsko                     | odstřelovací puška             |                                                        | |
| Barrett M82                           |            | USA                        | velkorážní puška               | M82A1                                                  | |
| Brokovnice                            |            |                            |                                |                                                        | |
| Beretta Silver Pigeon                 |            | Itálie                     | brokovnice                     |                                                        | |
| Remington Model 870                   |            | USA                        | brokovnice                     |                                                        | |
| Remington Model 11-87                 |            | USA                        | brokovnice                     |                                                        | |
| Kulomety a granátomety                |            |                            |                                |                                                        | |
| FN MINIMI                             |            | Belgie                     | lehký kulomet                  |                                                        | |
| Kulspruta 58                          |            | Švédsko                    | univerzální kulomet            | KSp 58 B, Ksp 58 C STRF, Ksp 58 C2, Ksp 58 E, Ksp 58 F | Licenční verze belgického typu FN MAG. |
| M2 Browning                           |            | USA                        | těžký kulomet                  | M2 HB QCB                                              | |
| Mk 19                                 |            | USA                        | granátomet                     | Saco Defence Mk 19 Mod 3                               | |
| Pancéřovky                            |            |                            |                                |                                                        | |
| AT4                                   |            | Švédsko                    | pancéřovka                     | AT-4CS                                                 | |
| Carl Gustav                           |            | Švédsko                    | pancéřovka / tarasnice         | M2, M3, M4                                             | |
| Protitankové řízené střely            |            |                            |                                |                                                        | |
| MBT LAW                               |            | Švédsko Spojené království | PTŘS                           |                                                        | |
| BGM-71 TOW                            |            | USA                        | PTŘS                           |                                                        | |
| Minomety                              |            |                            |                                |                                                        | |
| 120 Krh/40                            |            | Finsko                     | 120mm minomet                  |                                                        | |
| Granatkastare m/84                    |            | Finsko Izrael              | 81mm minomet                   |                                                        | |

## Dělostřelectvo
| Zbraňový systém       | Fotografie            | Původ                 | Určení                      | Verze                 | Počet                 | Poznámky              |
| Dělostřelecké systémy | Dělostřelecké systémy | Dělostřelecké systémy | Dělostřelecké systémy       | Dělostřelecké systémy | Dělostřelecké systémy | Dělostřelecké systémy |
| --------------------- | --------------------- | --------------------- | --------------------------- | --------------------- | --------------------- | --------------------- |
| Archer                |                       | Švédsko               | samohybná kanónová houfnice |                       | 48                    |                       |
| FH77                  |                       | Švédsko               | houfnice                    | FH77A FH77F           | 252 170               |                       |
| Grkpbv 90             |                       | Švédsko               | 120mm samohybný minomet     |                       | 40                    |                       |

## Protivzdušná obrana
| Zbraňový systém     | Fotografie          | Původ               | Určení                                           | Verze               | Počet               | Poznámky                                                              |
| Protivzdušná obrana | Protivzdušná obrana | Protivzdušná obrana | Protivzdušná obrana                              | Protivzdušná obrana | Protivzdušná obrana | Protivzdušná obrana                                                   |
| ------------------- | ------------------- | ------------------- | ------------------------------------------------ | ------------------- | ------------------- | --------------------------------------------------------------------- |
| MIM-104 Patriot     |                     | USA                 | protiletadlový raketový komplet velkého dosahu   |                     | 48                  | 4 baterie po třech systémech. Dodávky jsou plánovány na roky 2021-23. |
| MIM-23 Hawk         |                     | USA                 | protiletadlový raketový komplet středního dosahu |                     | N/A                 | Budou nahrazeny systémy Patriot.                                      |
| IRIS-T SL           |                     | Švédsko Německo     | protiletadlový raketový komplet středního dosahu | RBS 98              | N/A                 | Převáženy na Bv 410.                                                  |
| RBS 70              |                     | Švédsko             | MANPADS                                          |                     | N/A                 |                                                                       |
| Lvkv 90             |                     | Švédsko             | samohybný protiletadlový systém                  |                     | 30                  |                                                                       |

## Obrněná vozidla
| Vozidlo                | Fotografie   | Původ           | Určení                       | Verze        | Počet        | Poznámky |
| Bojové tanky           | Bojové tanky | Bojové tanky    | Bojové tanky                 | Bojové tanky | Bojové tanky | Bojové tanky |
| ---------------------- | ------------ | --------------- | ---------------------------- | ------------ | ------------ | --- |
| Stridsvagn 122         |              | Německo Švédsko | hlavní bojový tank           |              | 121          | |
| Obrněné transportéry   |              |                 |                              |              |              | |
| Patria Pasi            |              | Finsko          | obrněný transportér          |              | 183          | |
| Patria AMV             |              | Finsko          | obrněný transportér          |              | 113          | |
| Patria 6×6             |              | Finsko          | obrněný transportér          | Patgb 300    | 0            | V dubnu 2023 podepsána smlouva na 20 vozidel, které mají dodány v průběhu roku, celková objednávka až 400 vozidel. |
| Bojová vozidla pěchoty |              |                 |                              |              |              | |
| CV90                   |              | Švédsko         | bojové vozidlo pěchoty       |              | 354          | |
| MRAP                   |              |                 |                              |              |              | |
| RG-32 Scout            |              | Jižní Afrika    | MRAP                         |              | 380          | |
| Speciání tanky         |              |                 |                              |              |              | |
| Bärgningsbandvagn 120  |              | Německo         | vyprošťovací tank            |              | 14           | |
| Brobandvagn 120        |              | Německo         | mostní tank                  |              | 6            | |
| Ingenjörbandvagn 120   |              | Německo         | vyprošťovací tank            |              | 6            | |
| Bärgningsbandvagn 90   |              | Švédsko         | Obrněné vyprošťovací vozidlo |              | 26           | |